# Либшер, Том
Том Либшер (нем. Tom Liebscher, род. 3 августа 1993, Дрезден) — немецкий гребец-байдарочник, трёхкратный олимпийский чемпион (2016, 2020 и 2024), многократный чемпион мира.

## Спортивные достижения
Участвовал в чемпионатах мира по гребле в Дуйсбурге (2013), Москве (2014), Милане (2015).
С 2014 года Том Либшер выступает на байдарке-двойке с напарником Рональдом Рауэ, после того, как его давний партнер Вискёттер Тим Тим закончил свою спортивную карьеру.
На чемпионате Европы 2014 в Бранденбурге Либшер был первым на дистанции 200 метров. В том же году Либшер и его напарник Рональд Рауэ на чемпионате мира в Москве на дистанции 200 метров были также первыми. На чемпионате Европы 2015 года спортсмены были вторыми на дистанции 200 метров.
Том Либшер представлял Германию на летних Олимпийских играх 2016 года, где завоевал золотую медаль в дисциплине К-4 на дистанции 1000 метров.
В дисциплине К-4 выступал со спортсменами Маркусом Гроссом, Максом Рендшмидтом и Максом Хоффом.

## Личная жизнь
Том Либшер женат на венгерской каноистке Доре Луч (с 2022 года). Имеет двоих детей.
Имеет звание Штабс-Унтер-офицера Бундесвера.